# Spoorlijn 226A
Spoorlijn 226A is een Belgische industrielijn in de haven van Antwerpen. Ze loopt vanaf de aftakking Berliwal bij het Antwerpen-Noord naar de spoorbundel Berendrecht.
De maximumsnelheid bedraagt 40 km/u.

## Aansluitingen
In de volgende plaatsen is er een aansluiting op de volgende spoorlijnen:
Y Berliwal
Spoorlijn 223 I tussen Antwerpen-Noord Blok G9-H9 en verbinding 18
Spoorlijn 11/1 tussen Y Walenhoek en Antwerpen-Noord Blok 10
Bundel Berendrecht
Spoorlijn 226 tussen Bundel Berendrecht en Y Berendrecht
Spoorlijn 226B tussen Y Oost Δ Lillo en Bundel Berendrecht